# جو هاو
جو هاو (بالإنجليزية: Joe Howe)‏ (21 يناير 1988 في المملكة المتحدة - ) هو لاعب كرة قدم بريطاني في مركز الدفاع. لعب مع إبسفليت يونايتد وميلتون كينز دونز ونادي نورثامبتون تاون ونادي كيترينغ تاون ونادي فيشر أثليتيك وCroydon Athletic F.C. ‏ ووالتون وهرشام ‏ وويلينج يونايتد.

## وصلات خارجية
- جو هاو على موقع قاعدة بيانات كرة القدم.إي يو (الإنجليزية)
- جو هاو على موقع Soccerbase.com (لاعب) (الإنجليزية)